# Phúc thẩm
Trong các hệ thống pháp luật, xét xử phúc thẩm là thủ tục của tòa án cấp trên xem xét lại bản án bị kháng cáo của tòa án cấp dưới khi nó chưa có hiệu lực pháp luật. Xét xử phúc thẩm nhằm hai mục đích, một là sửa sai bản án, hai là làm rõ và lý giải luật. Mặc dù các tòa án phúc thẩm đã tồn tại hàng ngàn năm nay, các nước theo hệ thống thông luật đã không quy định quyền kháng cáo vào luật mãi cho đến thế kỉ 19.

## Lịch sử
Các tòa án phúc thẩm và các hệ thống sửa sai khác đã tồn tại trong hàng ngàn năm. Vào triều đại Babylon đầu tiên, Hammurabi và các quan trị vì của ông ta đã giữ vai trò quan tòa phúc thẩm tối cao trong lãnh thổ của mình.

## Phúc thẩm ở Nga
Việc cơ quan xét xử cấp trên xem xét lại bản án của tòa cấp dưới bắt đầu xuất hiện ở Nga vào cuối thế kỉ 15 đầu thế kỉ 16.

## Phúc thẩm ở Pháp
Ở Pháp, khái niệm về phúc thẩm bắt đầu xuất hiện vào khoảng thế kỉ 13.